# Petri Kokko
Pour les articles homonymes, voir Kokko.
Petri Kokko, né le 21 février 1966 à Helsinki, est un patineur artistique finlandais.

## Biographie

### Carrière sportive
Avec Susanna Rahkamo, qui deviendra son épouse, il remporte la médaille d'or en danse sur glace des Championnats d'Europe de patinage artistique 1995, la médaille d'argent des Championnats du monde de patinage artistique 1995, la médaille de bronze des Championnats du monde de patinage artistique 1994 et des Championnats d'Europe de patinage artistique 1993 et termine quatrième des Jeux olympiques de 1994.
Le duo est également vainqueur du Skate Canada 1992, deuxième du Skate America 1991, troisième du Trophée de France 1989.

## Palmarès
Avec deux partenaires :
- Virpi Kunnas (2 saisons : 1983-1985)
- Susanna Rahkamo (10 saisons : 1985-1995)

| Compétitions principales | 1984    | 1985    |  | 1986    | 1987    | 1988    | 1989    | 1990    | 1991    | 1992    | 1993    | 1994    | 1995    |  |
| Jeux olympiques d'hiver  |         |         |  |         |         |         |         |         |         | 6e      |         | 4e      |         |  |
| Championnats du monde    |         |         |  |         | 20e     | 20e     | 13e     | 6e      | 7e      | 5e      | 4e      | 3e      | 2e      |  |
| Championnats d’Europe    |         |         |  | 18e     | 18e     | 15e     | 12e     | 7e      | 8e      | 6e      | 3e      | 4e      | 1er     |  |
| Championnats de Finlande | 1er     | 1er     |  |         | 1er     | 1er     | 1er     | 1er     | 1er     | F       | F       | F       | 1er     |  |
|                          |         |         |  |         |         |         |         |         |         |         |         |         |         |  |
| Autres compétitions      | 1983/84 | 1984/85 |  | 1985/86 | 1986/87 | 1987/88 | 1988/89 | 1989/90 | 1990/91 | 1991/92 | 1992/93 | 1993/94 | 1994/95 |  |
| Skate America            |         |         |  |         |         |         |         |         |         | 2e      |         |         |         |  |
| Skate Canada             |         |         |  |         |         |         |         | 5e      |         |         | 1er     |         |         |  |
| Coupe d'Allemagne        |         |         |  |         |         | 6e      |         |         |         |         |         |         |         |  |
| Trophée de France        |         |         |  |         |         |         |         | 3e      |         |         |         |         |         |  |
| Moscou Skate             |         |         |  |         | 14e     |         |         |         |         |         |         |         |         |  |
| Légende : F = Forfait    |         |         |  |         |         |         |         |         |         |         |         |         |         |  |